# Joan Ramis i Ramis
Joan Ramis i Ramis (Maó, Menorca, 27 d'abril de 1746 – Maó, Menorca, 12 de febrer de 1819) fou un advocat, escriptor i historiador.

## Biografia
Fill de Bartomeu Ramis i Serra i de Caterina Ramis i Calafat, fou el primogènit dels vuit germans: Pere (1748–1816), que destacà com a advocat i traductor; Bartomeu (1751–1837), metge; Josep (1766–1821), clergue; Antoni (1771–1840), continuà la tasca historiogràfica de Joan; Ramon; Marianna, casada amb Nicolau Orfila, advocat ferrerienc, membre de la societat maonesa); i Joana.
Des de ben jove el seu pare l'instruí en gramàtica llatina, aritmètica i algunes llengües vives. L'any 1762 fou enviat a Palma a estudiar retòrica i filosofia a la Universitat literària de Mallorca, essent promogut el 5 de març de 1765 a batxiller en filosofia i nomenat, quatre dies més tard, Mestre i Doctor en arts liberals amb la nota de nemine discrepante. Tot seguit cursà estudis de dret civil i canònic com a estudiant lliure a la Universitat Pontifícia d'Avinyó, on el 15 de juliol de 1767 aconseguí la borla de doctor.
Un cop acabada l'etapa de formació, decidí romandre finalment a Maó, on compaginaria la professió d'advocat en diversos càrrecs públics (com el de jutge subdelegat del Vicealmirallat de Menorca el 1780 fins a la conquesta espanyola del 1783) amb la seva tasca intel·lectual. També fou, juntament amb el Capità Joan Roca i Vinent un dels fundadors, el 1778, de la Societat Maonesa, que té la seu a casa seva. Els temes preferentment tractats a la Societat feien referència a les ciències naturals i a les ciències humanes i es llegien traduccions, entre altres de Voltaire, Wieland i Young.

## Obra
Seguint la lectura del llibre Joan Ramis, un il·lustrat de la Menorca disputada, podem observar quatre etapes en l'evolució de l’obra de Ramis: 

### Primera etapa
Una primera etapa, que coincidiria amb la segona dominació britànica (1763–1781), és on l’activitat de Joan Ramis i Ramis fou més intensa. D'una banda, escrigué les obres dramàtiques neoclàssiques en les quals sap adaptar el català, amb una inusitada habilitat, els alexandrins apariats d'encuny francès: Lucrècia (1769), Arminda (1771), i Rosaura (1779). D'altra banda, fou dels impulsors de la societat maonesa, on hi mantingué una intensa tasca intel·lectual fins a la dissolució el 1785.
L'anàlisi de les obres de la seva biblioteca ens ajuda a conèixer el camp de les predileccions literàries de Joan Ramis: els clàssics grecs i llatins, entre els quals es troben Homer, Horaci, Virgili, Ovidi, Sèneca, Terenci; els escriptors francesos del segle xvii i del xviii, amb Boileau, Jean Racine i Voltaire entre molts d'altres; els clàssics i contemporanis anglesos, amb la inclusió de Shakespeare, Thomson i Young, i també els italians, de Petrarca i Tasso a Metastasio; fins i tot alguns escriptors de llengua alemanya, com Gessner.

### Segona etapa
Una segona etapa entre el 1783 i el 1793, el conreu historiogràfic passà en un primer pla respecte al literari. Cal destacar el Resumen topográfico e histórico de Menorca (1784), per encàrrec de la Reial Acadèmia de la Història; Ensayo Latino-Menorquín de los tres reynos vegetal, animal y mineral (1788); i Pesos y Medidas de Menorca y su correspondencia con los de Castilla. No obstant això, continuà, encara que en menor mesura, amb el conreu literari. Hi trobem l’Ègloga de Tirsis i Filis, seguint patrons neoclàssics, i la tragicomèdia Rosaura, aquesta seguint patrons barrocs, realitzades l’any 1783.

### Tercera etapa
L’any 1791 mor la seva esposa Joana Montanyès, amb qui tingué dues filles. Arran de la seva mort, compondrà unes elegies. I el 1793 mor la seva mare Caterina Ramis. És a partir d’aquest moment de la tercera etapa en què es dedicarà més a treballar per poder mantenir l'estatus de la família, per la qual cosa ostentarà tot una sèrie de càrrecs públics, com el d’assessor del Reial Patrimoni el 1802, jutge d’impremtes i llibreries de Menorca el 1805, i el d’assessor de la comissió de la Reial Hisenda el 1812. Tot i que la seva activitat intel·lectual disminueix, manté una certa producció, tal com demostra les Poesies burlesques i amoroses o Els temps i paratges de Menorca en què és més gustós i saludable el Peix (1811).

### Quarta etapa
La quarta i darrera etapa es produeix a partir del 1814 en què inicià una febril tasca editorial, publicant nombroses obres de temàtica històrica: Alquerías de Menorca (1815), Situación de la Isla de Menorca (1816), Varones Ilustres de Menorca (1817), Antigüedades célticas de la isla de Menorca (1818) (que fou el primer tractat d'arqueologia de l’illa i de tot l'estat espanyol), Alonsíada (1818, poema èpic de la conquesta de Menorca per part de les tropes catalanes), i Historia civil y política de Menorca (1819).

## Context històric
Si simplement analitzàvem els antecedents literaris i la feble demografia de l'illa, que comença el segle amb uns 16.000 habitants i l'acaba amb uns 31.000, no ens explicaríem tampoc que la literatura catalana neoclàssica, i particularment el teatre, tinguin a Menorca, no solament representants de primera fila, sinó una gamma temàtica i una perspectiva europea que no coneixem que es trobessin a cap altra zona del nostre país.
A aquestes i a altres característiques diferencials de la cultura menorquina del segle xviii respecte a la resta de la cultura catalana de l'època cal trobar-los una explicació històrica coherent. El desenllaç de la guerra contra Felip V d'Espanya comporta una diversificació dels destins polítics. L'annexió del Rosselló al Regne de França deixa de tenir el caràcter provisional amb què, deçà i dellà de les Alberes, era tinguda des del 1659 fins llavors i la francesització hi incrementa el seu ritme.
Menorca, ocupada l'any 1708, en nom de l'arxiduc, per un estol anglo-holandès comanat per James Stanhope, és incorporada a la Corona Britànica pel tractat d'Utrecht (1713) i segueix una trajectòria particular. Manté les estructures polítiques durant la dominació britànica i durant la curta ocupació francesa de la Guerra dels Set Anys (1756–1763). El català és durant tot aquest període la llengua oficial, un home tan decisiu per a l'evolució de l'illa com el governador sir Richard Kane parlava la llengua dels menorquins. I no fou l'únic: quatre dels disset membres de la Societat de Cultura de Maó eren britànics. Les escoles —en llengua autòctona— augmentaren. L'any 1750 fou importada de Londres la primera impremta menorquina, l'economia menorquina esdevé dinàmica i no solament la producció agrícola, ramadera i artesana augmenta, sinó que Menorca participa en un àgil mercat internacional. De l'activitat econòmica neix, sobretot a Maó, nova capital de l'illa, una puixant burgesia mercantil, oberta a les relacions amb Europa. Els fills de les famílies benestants estudien al continent, sobretot a les universitats franceses.

## Obres de teatre
Algunes de les seves obres de teatre són les següents:
- 1769: Lucrècia
- 1771: Arminda
- 1783: Rosaura

## Poesia
- 1783: Tirsis i Filis. Ègloga per un maonès
- 1809: Poesies burlesques i amoroses